# Pothvati Sherlocka Holmesa
Pothvati Sherlocka Holmesa (eng. Exploits of Sherlock Holmes, 1954.) je zbirka kratkih priča o Sherlocku Holmesu koju su napisali Adrian Conan Doyle i John Dickson Carr.
Sastoji se od:
- "Avantura sedam satova"
- "The Adventure of the Gold Hunter"
- "The Adventure of the Wax Gamblers"
- "The Adventure of the Highgate Miracle"
- "The Adventure of the Black Baronet"
- "Avantura zatvorene sobe"
- "The Adventure of the Foulkes Rath"
- "The Adventure of the Abbas Ruby"
- "The Adventure of the Dark Angels"
- "Dvije žene"
- "Deptfordski horor"
- "Crvena udovica"